# Arranque (arquitectura)
El arranque es el principio de la curvatura o movimiento de un arco o de una bóveda. La línea o punto en que comienzan a desviarse de la vertical de los muros o estribos, el arco o la bóveda. Se da el mismo nombre a las primeras hiladas de estos miembros arquitectónicos que no necesitan cimbra que los sostenga.
Puede nacer el arranque de una columna, pilar o muro y también de fondos de lámparas, como ocurre con los nervios de algunas bóvedas. La costumbre de fijarlo sobre el cornisamento de una columna, aunque muy frecuente, puede juzgarse ilógica, por ser el capitel su apoyo natural. Este sistema suele adolecer de falta de estabilidad o por lo menos produce ese efecto a la vista. En las construcciones metálicas el arranque de los arcos es un problema de importancia, pues se da el caso de arrancar cuatro arcadas de la misma columna.
Se suele llamar también arranque a la unión de los pares de una aramadura con los pies derechos que le sirven de sostén.

## Arranque de bóveda
La parte de pila, estribo u obra de fábrica donde principia la parte curva de la bóveda. La línea divisoria entra parte recta y la curva de una bóveda.

## Línea de los arranques
La que va del arranque de un machón al opuesto en un arco de proyección.